# Династия
Дина́стия (от греч. δῠναστεία — власть, господство) — род, дом, говоря о государе или поколении, из которого вышло несколько последовательно царствовавших лиц, ряд царствующих, вообще правящих лиц из одного дома, от одного родоначальника, в монархических государствах последовательность монархов из одного рода, семьи, сменявших друг друга на престоле по праву наследования, например, Романовы в России, Габсбурги в Австро-Венгрии, Валуа и Бурбоны во Франции.
Династии обычно называются по имени родоначальника (правителей из того же рода) или основателя (Рюриковичи, Чингизиды, Ягеллоны) или выдающегося представителя (Каролинги). В переносном значении — череда людей (последовательный ряд), происходящих из одного рода, которые продолжают дела своих родителей, идут по их стопам.

## Ныне правящие династии
- Алауиты — Королевство Марокко
- Алиевы (де-факто) — Азербайджанская Республика
- Аль Нахайян — Эмират Абу-Даби и Объединённые Арабские Эмираты (де-факто)
- Аль Сабах — Государство Кувейт
- Аль Саид — Султанат Оман
- Аль Тани — Государство Катар
- Аль Халифа — Королевство Бахрейн
- Бернадоты — Королевство Швеция
- Болкиах — Государство Бруней-Даруссалам
- Вангчук — Королевство Бутан
- Виндзоры (Веттины) — Соединённое Королевство Великобритании и Северной Ирландии
- Глюксбурги (Ольденбурги) — Королевство Норвегия и Датское королевство
- Гримальди — Княжество Монако
- Дламини — Королевство Эсватини
- Испанские Бурбоны (Робертины) — Королевство Испания
- Кимы (де-факто) — КНДР
- Лихтенштейны — Княжество Лихтенштейн
- Нородом — Королевство Камбоджа
- Оранские (Нассау) — Королевство Нидерландов
- Пармские Бурбоны (Робертины) — Великое Герцогство Люксембург
- Саксен-Кобург-Готы (Веттины) — Королевство Бельгия
- Саудиты — Королевство Саудовская Аравия
- Сиисо — Королевство Лесото
- Сумэраги — Государство Япония
- Тупоу — Королевство Тонга
- Хаменгкубувоно (де-факто) — Особый округ Джокьякарта
- Хашимиты — Иорданское Хашимитское Королевство
- Чакри — Королевство Таиланд

## Знаменитые династии
- Рюриковичи, Годуновы, Романовы — Русь, Российская Империя
- Македонская династия[4], Дуки, Комнины, Мономахи, Палеологи, Кантакузины, Лакапины, Македонская династия — Византия
- Саксонская династия, Салическая династия, Гогенштауфены, Вельфы, Люксембурги, Виттельсбахи, Гогенцоллерны, Гольштейн-Готторпы — Германия
- Бурбоны, Валуа, Капетинги, Каролинги, Меровинги, Робертины — Франция
- Габсбурги — Австрия, Испания, Германия
- Гедиминовичи — Литва, Латвия, Беларусь, Украина
- Ягеллоны — Польша, Чехия, Венгрия, Литва, Латвия, Беларусь, Украина
- Ваза[5] — Швеция, Польша, Литва
- Виндзоры, Йорки, Стюарты, Тюдоры, Плантагенеты — Великобритания
- Пржемысловичи — Чехия, Польша
- Неманичи, Обреновичи, Карагеоргиевичи — Сербия
- Арпады — Венгрия
- Сасаниды, Пехлеви — Иран
- Аббасиды, Омеяды — Арабский Халифат
- Тимуриды — Мавераннахр
- Ахемениды, Селевкиды — Персия
- Иконийская династия → Сельджуки[6] или Сельджукиды — Турция, Персия
- Османы — Османская Империя
- Багратионы — Грузия
- Багратиды — Великая Армения
- Чингизиды — Монгольская Империя, Золотая Орда (преемники), Империя Юань, Могулистан, Государство ильханов
- Бироны — Курляндия
- Франконская династия → Салическая династия[7]